# Sachie Ishizu
Sachie Ishizu (jap. 石津幸恵 Ishizu Sachie; ur. 3 września 1992 w Tokio) – japońska tenisistka.
Jej największym sukcesem w karierze juniorskiej jest finał Wimbledonu 2010, w którym przegrała z Kristýną Plíškovą 3:6, 6:4, 4:6. Najwyżej w rankingu była na 162. miejscu (10 lutego 2014). Największym osiągnięciem Ishizu jest złoty medal na uniwersjadzie w 2013 w grze pojedynczej po pokonaniu w finale Sabriny Santamarii z USA 6:2, 7:5 oraz drużynowej. Grać w tenisa zaczęła w wieku 4 lat. Jest trenowana przez swojego ojca, Yasuhiko. Studiowała na University of Tsukuba, jednak w 2013 zdecydowała się wyjechać do USA.

## Wygrane turnieje rangi ITF

### Gra pojedyncza (8)
|    | Data       | Turniej       | ($)    | Naw.          | Finalistka         | Wynik         |
| 1. | 31/08/2008 | Saitama       | 10 000 | twarda        | Hwang I-hsuan      | 6:2, 6:2      |
| 2. | 30/08/2008 | Saitama       | 10 000 | twarda        | Shiho Akita        | 6:3, 6:4      |
| 3. | 27/03/2010 | Kōfu          | 10 000 | twarda        | Akiko Yonemura     | 1:6, 6:1, 6:0 |
| 4. | 25/04/2010 | Mie           | 10 000 | dywanowa      | Yumi Nakano        | 6:0, 6:4      |
| 5. | 06/06/2010 | Komoro        | 10 000 | ziemna        | Miyabi Inoue       | 6:0, 6:1      |
| 6. | 01/05/2011 | Gifu          | 50 000 | twarda        | Emily Webley-Smith | 6:1, 6:3      |
| 7. | 12/01/2013 | Hongkong      | 10 000 | twarda        | Xin Wen            | 2:6, 6:1, 6:3 |
| 8. | 10/02/2013 | Rancho Mirage | 25 000 | twarda        | Julie Coin         | 6:1, 7:6(3)   |
| 9. | 12/09/2015 | Kioto         | 10 000 | twarda (hala) | Yurina Koshino     | 3:6, 6:1, 6:1 |

## Finały juniorskich turniejów wielkoszlemowych

### Gra pojedyncza (1)
| Końcowy wynik | Rok  | Turniej   | Nawierzchnia | Przeciwniczka     | Wynik finału  |
| Finalistka    | 2010 | Wimbledon | Trawiasta    | Kristýna Plíšková | 3:6, 6:4, 4:6 |